# Зигфрид фон Фойхтванген
Зигфрид фон Фойхтванген (на немски: Siegfried von Feuchtwangen) е петнадесетият Велик магистър на рицарите от Тевтонския орден. Той е вторият член на фамилията Фойхтванген, заемал този пост.
Със Зигфрид начело тевтонският орден завладява Гданск и Померелия през 1308 г. С това орденът получава достъп до Балтийско море в долното поречие на плавателната река Висла и измества основното си седалище от Венеция в Мариенбург. Тевтонците и поляците са въвлечени в серия от девет войни, приключили през 1521 г.
Преместването на тевтонската столица извън пределите на Свещената римска империя следва да се разглежда като решение, продиктувано и от друго събитие - насилственото разпускане на ордена на тамплиерите и екзекуцията на първенците му във Франция. Този одобрен от папата акт поставя под съмнение ролята на останалите монашески военни ордени и обяснява желанието за изолация на великия магистър.